# Palthis bizialis
Palthis bizialis là một loài bướm đêm trong họ Noctuidae.